# Seishun Collection
"Seishun Collection" (青春コレクション, "Colecção de Jovens") é o 43º single das Morning Musume, do Hello! Project. O single foi lançado em 9 de Junho de 2010, com três edições limitadas, "A", "B" e "C", todas elas contêm um DVD especial.
O single será usado para promover o musical das Morning Musume FASHIONABLE, enquanto que a música acompanhante Tomo será como música de promoção da Japan Expo, em França.

## Faixas

### CD
1. "Seishun Collection" (青春コレクション, "Colecção de Jovens")
2. "Tomo" (友, "Amigo")
3. "Seishun Collection (Instrumental)"

Edição Limitada A 
1. Seishun Collection (Dance Shot Ver.) (青春コレクション (Dance Shot Ver.))

Edição Limitada B 
1. Seishun Collection (Close-up Ver.) (青春コレクション (Close-up Ver.))

Edição Limitada C 
1. Seishun Collection (Seishun Ver. -type1-) (青春コレクション (青春Ver. -type1-))

### Single V
1. Seishun Collection (青春コレクション) (PV)
2. Seishun Collection (Seishun Ver. -type2-) (青春コレクション (青春Ver. -type2-))
3. Making of (メイキング映像)

## Membros
- 5ª Geração: Takahashi Ai, Niigaki Risa
- 6ª Geração: Kamei Eri, Michishige Sayumi, Tanaka Reina
- 8ª Geração: Mitsui Aika, Junjun, Linlin

## Promoção

### Performances
- [30/05] NHK "Music Japan" (Programa dedicado especialmente a idolos do Japão)
- [11/06] NihonTV "Happy Music"
- [14/06] "Uta no Rakuen" (com a performance do single Happy Summer Wedding)
- [25/06] NHK "Osaka West Wind"

### Programas de Televisão
- [25/05] TV Asahi "Sakicchou!" (Tanaka Reina)
- [26/05] "OCN Talking Japan" [3]
- [27/05] NihonTV "Himitsu no Kenmin Show" (Michishige Sayumi)
- [29/05] FujiTV "MUSIC ON SATURDAY"[4]
- [29/05] JST "Nico Nico Live"
- [30/05] "Uchikuru!?" (Niigaki Risa)[5]
- [01/06] "Bananaman's Blog Deka" (Michishige Sayumi)
- [01/06] TV Asahi "London Hearts" (Michishige Sayumi)
- [03/06] TBS "Layton professor no Nazodoki Academy" (Michishige Sayumi)
- [05/06] "WOOD STOCK PARTY"
- [17/06] TBS "Himitsu no Arashi-chan!" (Michishige Sayumi)
- [21/06] "Bear's Room" [6]
- [25/06] "Piramekiino G" (Michishige Sayumi)
- [01/07] TBS "Himitsu no Arashi-chan!" (Michishige Sayumi)
- [01/07] KTV "MuJack SP" [7]
- [05/07] Star Karaoke "Morning Musume no Seishun Collection TV!"
- [12/07] NHK "J-Melo" (Niigaki Risa, Junjun e Linlin)

### Rádio
- [05/06] interFM "76Records" (Tanaka Reina e Kamei Eri)[8]
- [05/06] RKB Radio "Satoda Mai's Mai to Time" (Tanaka Reina e Junjun)
- [06/06] Star Digio - "Morning Musume Shoka no 2 kagetsu renzoku monthly special ~futatabi watashi-tachi no deban ga yatekitta!!~" Niigaki Risa, Mitsui Aika, Linlin
- [07/06] "Hoshi Hitomi no Music Aura" (Niigaki Risa)[9]
- [07/06] FujiTV "Nabeachi"
- [08/06] "Honya no All Night Nippon" (Tanaka Reina, LinLin)[10]
- [09/06] Bayfm78 "ON8" (Kamei Eri, Mitsui Aika)
- [15/06] Star Digio "Morning Musume Shoka no 2 kagetsu renzoku monthly special ~futatabi watashi-tachi no deban ga yatekitta!!~" (Kamei Eri, Michishige Sayumi, Tanaka Reina)
- [16/06] FM "Sendai Oto Hime (Kamei Eri e Mitsui Aika)
- [20/06] Star Digio "Morning Musume Shoka no 2 kagetsu renzoku monthly special ~futatabi watashi-tachi no deban ga yatekitta!!~" (Takahashi Ai, Niigaki Risa, Junjun)
- [22/06] bayfm78 "MUSIC GENERATION FROM KWEST" Tanaka Reina e Mitsui Aika[11]
- [27/06] Star Digio "Morning Musume Shoka no 2 kagetsu renzoku monthly special ~futatabi watashi-tachi no deban ga yatekitta!!~" (Kamei Eri, Michishige Sayumi, Tanaka Reina)
- [04/07] Star Digio "Morning Musume Shoka no 2 kagetsu renzoku monthly special ~futatabi watashi-tachi no deban ga yatekitta!!~" (Takahashi Ai, Kamei Eri e Junjun)
- [11/07] Star Digio "Morning Musume Shoka no 2 kagetsu renzoku monthly special ~futatabi watashi-tachi no deban ga yatekitta!!~" (Michishige Sayumi, Mitsui Aika e Linlin)
- [18/07] Star Digio "Morning Musume Shoka no 2 kagetsu renzoku monthly special ~futatabi watashi-tachi no deban ga yatekitta!!~" Niigaki Risa, Tanaka Reina, Linlin
- [25/07] Star Digio "Morning Musume Shoka no 2 kagetsu renzoku monthly special ~futatabi watashi-tachi no deban ga yatekitta!!~" (Takahashi Ai, Kamei Eri e Junjun)
- Rádio Semanal: InterFM - FIVE STARS (Niigaki Risa, Kamei Eri)
- Rádio Semanal: InterFM - FIVE STARS (Takahashi Ai)
- Rádio Semanal: CBC Radio - Konya mo Usa-chan peace (Michishige Sayumi)
- Rádio Semanal: MBS Radio - Young Town (Takahashi Ai, Michishige Sayumi)

### Revistas
- [22/05] "Ray" (Takahashi Ai e Niigaki Risa)
- [30/05] "An Weekly" (Michishige Sayumi)
- [03/06] "Mori Girl papier*" (Michishige Sayumi)
- [16/06] "KERA" (Michishige Sayumi)
- [21/06] "Weekly Famitsu" (Michishige Sayumi)
- [24/06] "BLT"
- [24/06] "Weekly The Television"
- [24/06] "Smart" (Tanaka Reina)[12]
- [24/06] "Gravure Television" [13]

### Internet
- [26/05] "OCN Talking Japan" (Kamei Eri, Michishige Sayumi)
- [02/06] Oricon.TV "Pocky Ranking Paradise" (Kamei Eri, Mitsui Aika, Junjun)
- [09/06] Oricon.TV "Pocky Ranking Paradise" (Kamei Eri, Mitsui Aika, Junjun)
- [16/06] Mensagem das Morning Musume no clubDAM.com [14]

### Outras
- Durante a peça de teatro em que os membros das Morning Musume participavam "FASHIONABLE", no teatro de Ginza, foram vendidos nos dias 11, 12 e 13 de Junho singles que continham posters assinados deste single.

## Posições

### Posições no Oricon
Single 
| Segunda | Terça     | Quarta | Quinta | Sexta | Sabado | Domingo  | Lugar | Vendas | Total de Vendas |
| ------- | --------- | ------ | ------ | ----- | ------ | -------- | ----- | ------ | --------------- |
| -       | #1 15.525 | #4     | #4     | #6    | #6     | #3 4,005 | #3    | 34,122 | 34,122          |
| #8      | #20       | #23    | #24    | #16   | #30    | #13      | #17   | *5,040 | 39,162          |
| #11     | -         | -      | -      | -     | -      | -        | #66   | *1,240 | 40,402          |
| -       | -         | -      | -      | -     | -      | -        | #129  | **,463 | 40,865          |

- Número Total de Vendas:

 Single V 
| Segunda | Terça | Quarta | Quinta | Sexta | Sabado | Domingo | Lugar | Vendas | Total de Vendas |
| ------- | ----- | ------ | ------ | ----- | ------ | ------- | ----- | ------ | --------------- |
| -       | #4    | #4     | #7     | #11   | #10    | #10     | #6    | 3,537  | 3,537           |
| #19     | -     | -      | -      | -     | -      | -       | -     | -      | -               |

### Posições na Billboard
- Billboard JAPAN's Hot Vendas de Singles - #7[15]
- Billboard JAPAN Hot 100 - #13[16]
- Billboard JAPAN Hot Top Mais tocado - #57[17]

### Posições na Friday Super Countdown[18]
- [23 de maio de 2010-29 de maio de 2010] #17
- [30 de maio de 2010-5 de junho de 2010] #8
- [6 de junho de 2010-12 de junho de 2010] #3
- [13 de junho de 2010-18 de junho de 2010] #6

### Posições no ranking semanal da CDTV
- 19 de junho - #2